# Requisitos para obtenção de vistos para cidadãos azeris

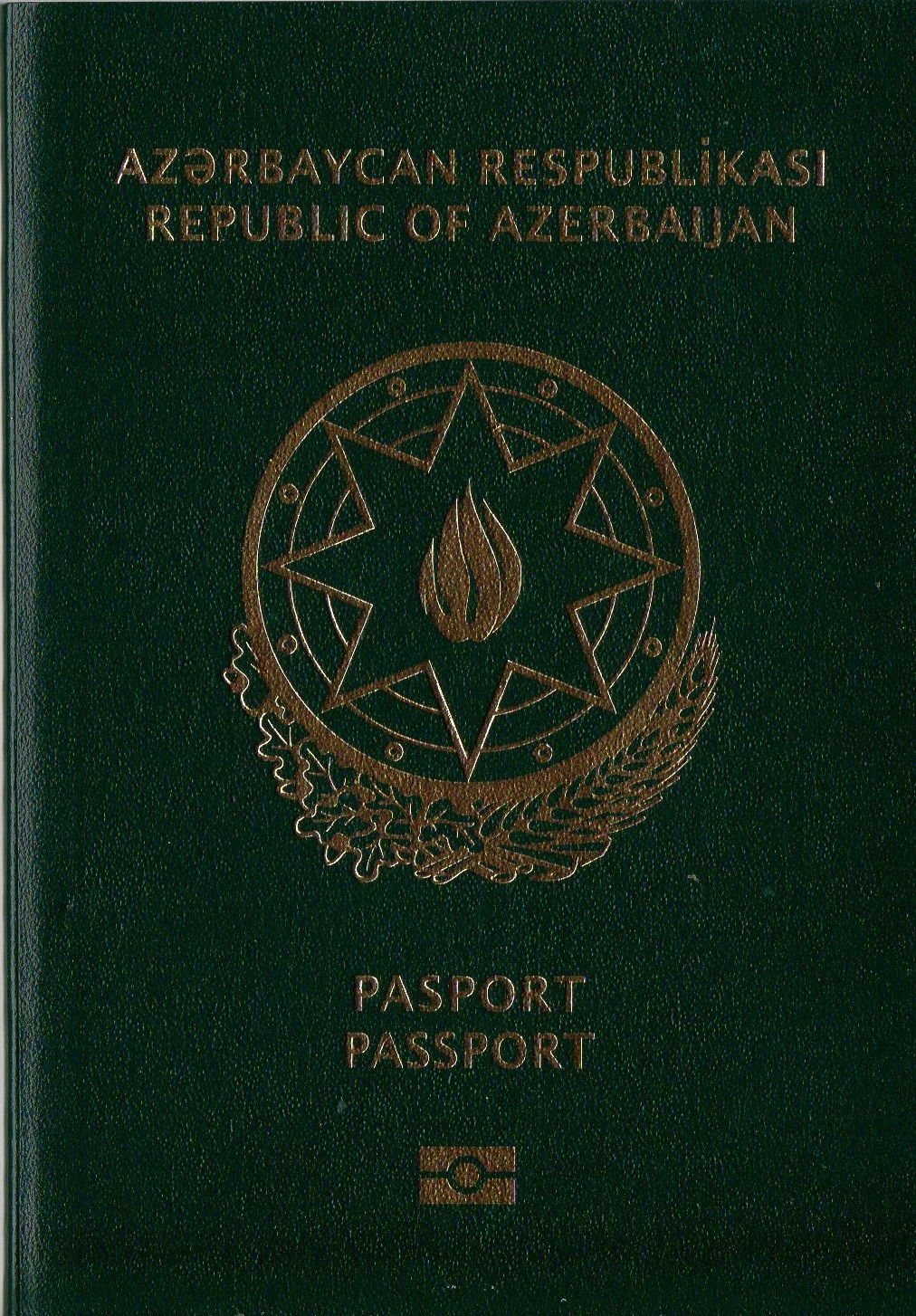
Capa de um passaporte biométrico azeri contemporâneo.

Os requisitos para obtenção de vistos para cidadãos azeris são um conjunto de restrições administrativas colocadas pelas autoridades de outros estados sobre cidadãos do Azerbaijão. A 26 de março de 2019, os cidadãos azeris tinham acesso isento de visto ou requerendo visto de entrada a 67 países e territórios, colocando o passaporte azeri na 73ª posição em termos de liberdade de movimento, em par com o das Filipinas, segundo o Índice de Passaporte Henly (HPI).

## Mapa dos requerimentos aos visto a nível mundial

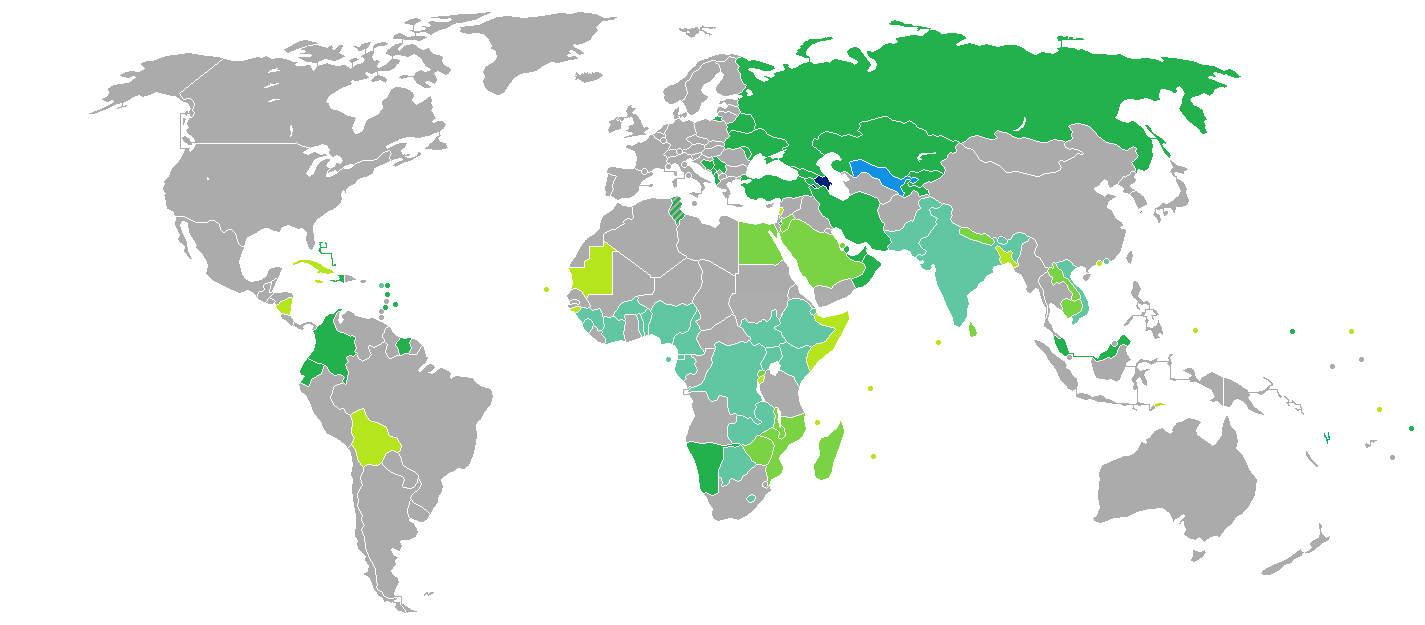
Requisitos para obtenção de vistos para cidadãos azeris
Azerbaijão
Acesso isento de visto
Visto de entrada
eVisa
Visto disponível à chegada ou online
Visto obrigatório

## Facilitação de vistos
O Azerbaijão e a  União Europeia, com exceção da Dinamarca, República da Irlanda e Reino Unido, têm um acordo para facilitação de vistos, reduzindo os número de documentos necessários para justificar o propósito da viagem, prevendo a emissão de vistos-múltiplos, limitando a duração de processamento de pedidos e reduzindo as tarifas ou removendo-as por inteiro para várias categorias de cidadãos azeris.